# Fenelon Sacerdoțeanu
Fenelon Sacerdoțeanu (n. 1902 – d. 1982, România) a fost un medic român, specializat în medicină generală, în anturajul regelui Carol al II-lea al României, colonel în Armata Română și președinte al sindicatului SLOMR Timișoara.

## Viața și opera

### Familie
Fenelon Sacerdoțeanu provenea dintr-o veche familie de boieri din Costești, județul Vâlcea, situată pe malul râului Olt. Familia Sacerdoțeanu a investit în perioada interbelică în dezvoltarea comunității prin construirea de biserici, băi minerale, parcuri și grădini și a oferit burse copiilor talentați. Fratele lui Sacerdoțeanu era procuror militar. Fenelon a fost căsătorit și a avut un fiu (ulterior medic-șef la o clinică din București) și o fiică (Cabaroiu Laura Paula Sacerdoțeanu, ulterior medic în Timișoara).
Rămâne neclar dacă Fenelon Sacerdoțeanu era înrudit cu istoricul român Aurelian Sacerdoțeanu (aprilie 1904 – 7 iunie 1976), originar tot din Costești. Acesta din urmă a fost elevul lui Nicolae Iorga, autor a sute de publicații de specialitate în domeniul medievisticii și până în 1953 director al Arhivelor Naționale din București.

### Carieră
Sacerdoțeanu a fost medic generalist. În 1929, a scris teza de doctorat intitulată „Anexita tuberculoasă” la Universitatea de Medicină și Farmacie „Carol Davila” din București. În perioada Regatului României, a activat mulți ani în anturajul regelui Carol al II-lea al României ca medic personal al amantei regale Elena Lupescu și a predat la Universitatea din București. De asemenea, a fost autorul unei serii de lucrări istorice, care însă nu au fost publicate.
Sacerdoțeanu era un susținător convins al ideii de România Mare și credea că Basarabia, ocupată de Uniunea Sovietică în urma Pactului Ribbentrop-Molotov înaintea celui de-Al Doilea Război Mondial, fiind parte veche a Moldovei, era un teritoriu integral al României. Prin urmare, a considerat campania împotriva Uniunii Sovietice, la care a participat în 1941 ca medic în grad de colonel în Armata Română, ca fiind moralmente justificată și legitimă. În 1947, a primit Semnul onorific de aur pentru 25 de ani de serviciu militar activ și a fost eliberat onorabil din armată. Odată cu ascensiunea Partidului Comunist Român, proprietățile familiei au fost naționalizate în jurul anului 1950.
Până în 1963, există o lacună în biografia lui Sacerdoțeanu. În jurul anului 1963, s-a mutat în orașul Timișoara, unde a condus ulterior cercul de discuții cultural-politic OTB (Organizația Timiș-Banat), care se ocupa în special pe problema drepturilor omului în blocul estic. După desființarea parțială a Sindicatului Liber al Oamenilor Muncii din România (SLOMR) fondat la București în 1979, Sacerdoțeanu a înființat, împreună cu alți simpatizanți ai SLOMR și ai cercului de discuții OTB, organizația regională SLOMR Timișoara, devenind președintele acesteia – în calitate de reprezentant al națiunii. În această funcție, Sacerdoțeanu a fost supus interogatoriilor Securității.
Literatura nu oferă informații despre modul în care Sacerdoțeanu și-a petrecut timpul după interogatoriile din 1979 până la moartea sa în 1982.